# Laharpeia
Laharpeia, en ocasiones erróneamente denominado Laharpia, es un género de foraminífero bentónico considerado un sinónimo posterior de Nummulites de la familia Nummulitidae, de la superfamilia Nummulitoidea, del suborden Rotaliina y del orden Rotaliida. Su especie tipo era Camerina tuberculata. Su rango cronoestratigráfico abarca desde el Luteciense hasta el Bartoniense (Eoceno medio).

## Discusión
Laharpeia fue propuesto como un subgénero de Camerina, es decir, Camerina (Laharpeia).

## Clasificación
Laharpeia incluía a las siguientes especies:
- Laharpeia basilisca †
- Laharpeia benoisti †
- Laharpeia gassinensis †
- Laharpeia subbenoisti †